# Antti Isotalo (militär)
Antti Isotalo, född 13 januari 1895 i Alahärmä, död 17 mars 1964 i Seinäjoki, var en finländsk militär. Isotalo deltog i första världskriget, finska inbördeskriget, frändefolkskrigen, vinterkriget och fortsättningskriget. Isotalos person har givit upphov till sången Iso-Antti eller Kuularuiskulaulu.

## Biografi
Isotalo var son till jordbrukaren Juho Isotalo och Adolfiiina Ekola. Han var sonson till knivjunkaren Antti Isotalo. Fadern mördades 1908, varvid Isotalo övertog gården. Isotalo studerade vid en folkskola, fortsättningsskola och tog en fyraveckors jordbrukskurs. Han engagerades inom jägarrörelsen och reste genom Sverige till Tyskland för att tjänstgöra vid Preussens kungliga jägarbataljon. I oktober 1915 intogs han vid 27. jägarbataljonens 1. kompani. I november fick han i uppdrag att resa till Finland och Sverige för att organisera förrådsstationer. Eftersom han reste under falskt pass kunde han öppet uppmuntra ungdomar att söka sig till tyska jägarrörelsen och under denna tid värvade han tio svenskar och finnar till Tyskland. När första världskriget bröt ut och stridigheter följde mellan Tyskland och Ryssland, återkallades Isotalo till jägarbataljonen.
I månadsskiftet juli-augusti 1916 beordrades Isotalo till fronten och deltog i striderna vid Misa. Därefter kallades han till Finland och fick utföra specialuppdrag för finska armén, men redan i februari 1917 befann han sig åter vid tyska fronten och deltog samma höst vid artillerikursen i Palanga. Vid finska inbördeskrigets utbrott anslöt sig Isotalo till de vita och tjänstgjorde som vicefältväbel. Några dagar senare var han fanjunkare inom jägarrörelsen då jägarna svor trohet gentemot finska staten i treenighetskyrkan i Liepāja. I slutet av februari 1918 ankom han till jägarförbandet i Vasa och stred som plutonchef vid slaget om Tammerfors, varvid han sårades så illa att han inte kunde fortsätta sin tjänstgöring under kriget.
Efter inbördeskriget var Isotalo sjukledig. Efter att återinträtt i armén uppförde han ett jägarregemente, som sedermera blev Björneborgs 2. infanteriregemente. I november 1918 tog han avsked från finska trupperna och blev befälhavare över Alahärmäs skyddskår. Vårvintern 1919 återinträdde han i armén och deltog som plutonchef i frändefolkskrigen i Olonets-Karelen. Om Isotalos tid som plutonschef i inbördeskriget och frändefolkskrigen skrev Reino Palmroth i visan Kuularuiskulaulu ("Kulsprutesången"). Sången finns inspelad av Reino Volanen 1932 och A. Aimo 1942.
1924 flyttade Isotalo till Australien, där han arbetade med byggnadsarbete. Han återkom till Finland 1927 och arbetade till en början inom skogsindustrin, varifrån han sedermera övergick till att bli banktjänsteman i Alahärmä. När banken gick i konkurs 1931 engagerades han både inom Lapporörelsen och den fascistoida Fosterländska folkrörelsen. Enligt egen uppgift var Isotalo partilös antikommunist. 1932 deltog han som befälhavare över skyddskåren vid Mäntsäläupproret. Liksom sina högerextrema likasinnade fick Isotalo efter upproret anställning inom alkoholbranschen. När vinterkriget utbröt kunde Isotalo på grund av magsår inte delta vid fronten, utan fick tjänstgöra som kommendant och överstelöjtnant med andra jägarsoldater i Finland. Under fortsättningskriget tjänstgjorde han som stabsofficer vid karelska gränsen och var senare områdeschef i Oulanga. I juni 1942 fick Isotalo ålderspension, trots att han bara var 47 år gammal.
Åren 1945–1958 var Isotalo chef för Alkos kontor i Seinäjoki. Han var sedan 1923 gift med Hilma Ritala.